# Cae Gauntt

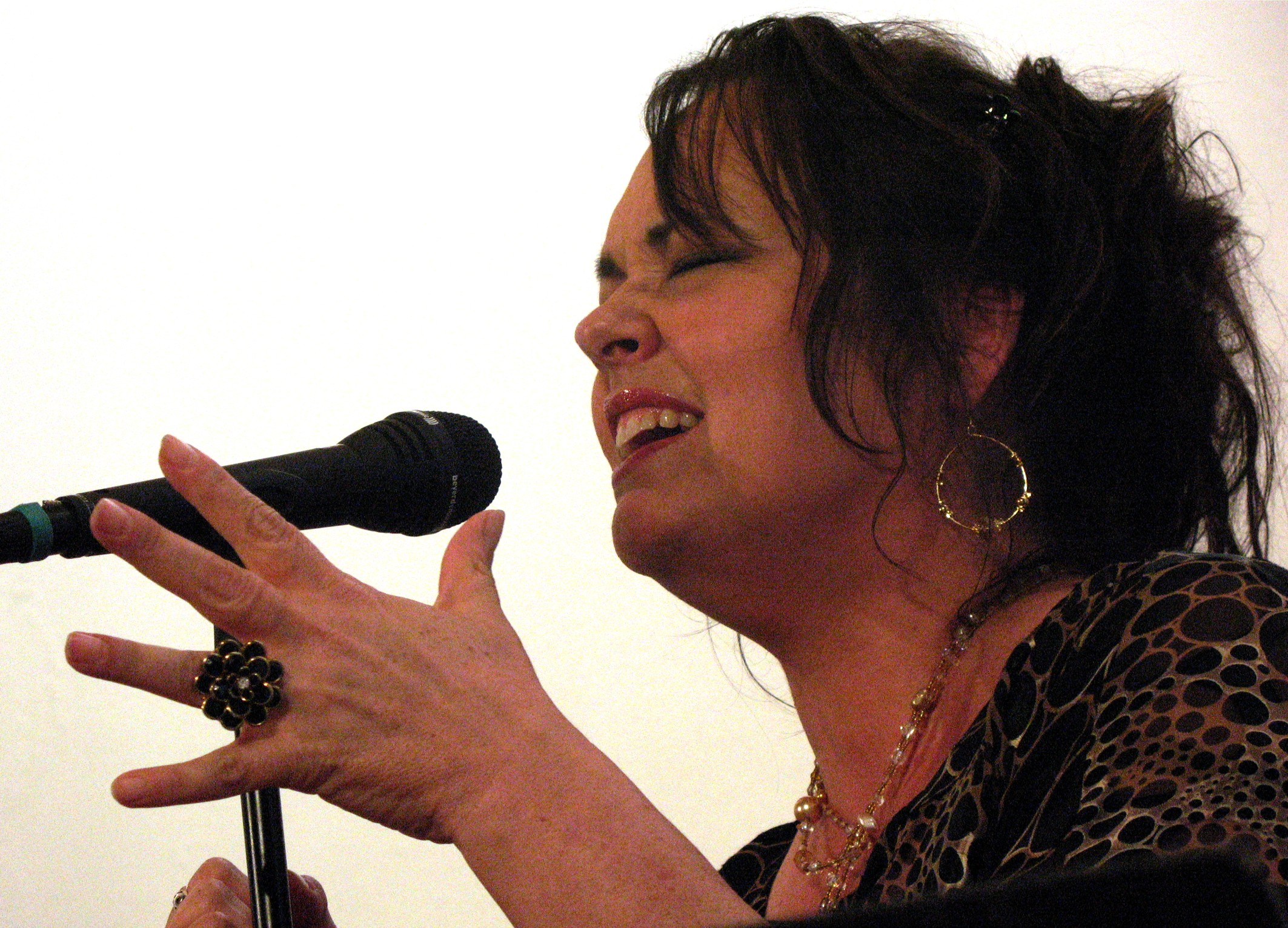
Cae Gauntt, 2009

Cae Gauntt (* 21. April 1956 in Fort Worth, Texas als Catherine Ellen Cooley) ist eine christliche Popsängerin.

## Künstlerischer Werdegang
Nach ihrem Gesangs- und Musiklehrer-Studium an der Baylor University mit dem Hauptfach Gesang (Klassischer Koloratursopran), arbeitete sie unter anderem als Musik- und Schauspiellehrerin in einer Grundschule in Texas, sang in zahlreichen Musicals der 70er Jahre, gab Solokonzerte, ging als Solistin der Continentals auf Tournee durch Europa und wirkte bei Rundfunk- und Schallplattenaufnahmen mit.
1978 zog sie mit ihrem Mann, Opernsänger Eddie Gauntt, nach Wien, wo sie zwei Jahre lang die Maria Magdalena in Jesus Christ Superstar im Theater an der Wien spielte. Zudem wirkte sie in Fernsehsendungen des ORF mit, sang im Chor des Wiener Stephansdoms und gab Big-Band-Konzerte auf Galas und Tanzbällen. Das Angebot von Intendant Peter Weck, die Hauptrolle der Grizabella in dem 1983 in Wien anlaufenden Musical Cats zu spielen, lehnte sie ab und zog mit Ehemann Eddie nach Krefeld, 1985 dann in die Nähe von Karlsruhe.
Entdeckt von Klaus Heizmann, gab sie von 1984 bis 1987 mit ihrem Mann und dem Studiochor des Musischen Bildungszentrums St. Goar Konzerte, zudem auch Duo-Konzerte als Cae & Eddie Gauntt. Seit der Veröffentlichung ihres Debütalbums gibt sie Solokonzerte. Neben Auftritten mit Band entwickelte sie immer wieder neue Live-Konzepte wie das Akustik-Set Cae 3F, Classic meets Pop mit Chor und Orchester, Solo mit Florian Sitzmann am Piano, das Weihnachtsprogramm mit Ehemann Eddie und Sitzmann, ein Programm mit Eddie und Samuel Jersak, Cae & Combo, Konzerte mit diversen Chören und The D.I.V.A.s mit Anja Lehmann, Erin Kincaid und Elaine Hanley. Außerdem gibt sie Gesangsseminare, ist Vocalcoach und fertigt Ketten und Tafelbesteck an.
Seit 1985 sang sie auf vielen Tonträgern von Künstlern wie Edo Zanki, Kosho, Dieter Falk, Fool’s Garden, Jan Vering, Clemens Bittlinger, Pe Werner, Freddy Sahin-Scholl, Nena, Helmut Jost, Lothar Kosse, Hans-Werner Scharnowski, Jochen Rieger, Wolfgang Abendschön, David Hanselmann, Hella Heizmann, Johannes Nitsch, Judy Bailey und André Heller. Als Liedtexterin arbeitete sie für Künstler wie Dieter Falk, Freddy Sahin-Scholl, Sarah Brightman, Edo Zanki, nu company, Andru Donalds, Wolfgang Abendschön und Tino Oac. Bei den Aufnahmen für Chokmah von Nena dirigierte Cae den Chor. Künstler wie Wolle Kriwanek, Doppelpunkt und Fool’s Garden unterstützte sie durch das Redigieren ihrer Werke, während sie Auftritte von Rainer Haak, Heiko Bräuning und Videokünstler Haegar mit Liedern untermalte.
Seit 1999 ist sie Mitglied der Vokalgruppe 4 Your Soul, mit der sie bisher zwei Alben aufgenommen hat: 2001 das Debüt 4 Your Soul und 2005 Live at Billy Blues.
Cae Gauntt ist seit 1978 mit Opernsänger Eddie Gauntt verheiratet; sie haben zwei Söhne (Jahrgang 1983 und 1991). Der jüngere Sohn, Lukas Gauntt, macht sowohl mit ihr als auch mit seinem Vater sowie als Solokünstler unter dem Namen Will Luke und als Gast bei Künstlern wie Maria Kotrotsou Musik.

## Diskografie

### Studioalben
- C.A.E. (1987, Pila Music)
- Oh Cae (1989, Pila Music)
- The Circle Of Love (1991, Pila Music)
- Welt von 1000 Wegen (1995, Pila Music)
- Hope Garden (1999, Pila Music)
- Petrographs (2004, Gerth Medien)
- Was uns bleibt (2011, Gerth Medien)

### Livealben
- Alive! (1994, Pila Music)

### Kompilationen
- Day On A Hill (1997, Pila Music, für US-Markt konzipiert)
- Die besten Lieder (2018, Gerth Medien, Zeitraum 2004–2014)[5]

### Mitwirkung als Sängerin
| Jahr | Titel                                                                           | Hauptinterpret bzw. Konzeptinitiator               | Produzent                                 | Label                         | Anmerkungen                                             |
| ---- | ------------------------------------------------------------------------------- | -------------------------------------------------- | ----------------------------------------- | ----------------------------- | ------------------------------------------------------- |
| 1985 | „Eddie & Cae Gauntt mit dem Studiochor des Musischen Bildungszentrums St. Goar“ | Cae & Eddie Gauntt                                 | Klaus Heizmann                            | MBZ-Verlag                    | Demo; zusätzliche Mitwirkung als Komponistin            |
| 1985 | „Und es begab sich...“                                                          | Hella Heizmann                                     | Klaus Heizmann                            | Hänssler Verlag               |                                                         |
| 1986 | „Perfect Therapy“                                                               | Andy Pratt                                         | Gerhard Barth                             | GMI                           |                                                         |
| 1986 | „Alte Freunde – neue Lieder“                                                    | Jan Vering                                         | Dieter Falk                               | Pila Music                    |                                                         |
| 1986 | „Lichtblicke“                                                                   | Studiochor des Musischen Bildungszentrums St. Goar | Klaus Heizmann                            | Verlag Hans-Rudolf Hintermann |                                                         |
| 1986 | „Anbetung“                                                                      | Del Huff                                           | Del Huff                                  | Janz Team Music               |                                                         |
| 1987 | „Ton in Ton“                                                                    | Jürgen Werth                                       | Manfred Staiger                           | ERF-Verlag                    |                                                         |
| 1987 | „Psalm 23“                                                                      | Wetzlarer Jugendchor & Prisma                      | Jochen Rieger                             | Gerth Medien                  |                                                         |
| 1987 | „Jona – Ein Musical“                                                            | Johannes Nitsch                                    | Johannes Nitsch                           | Hänssler Verlag               |                                                         |
| 1987 | „Farbe kommt in dein Leben“                                                     | Studiochor des Musischen Bildungszentrums St. Goar | Klaus Heizmann                            | Hänssler Verlag               |                                                         |
| 1987 | „Wer im Glashaus sitzt“                                                         | Prisma                                             | Jochen Rieger                             | RM Musik                      |                                                         |
| 1987 | „Choräle im neuen Sound“                                                        | Dieter Falk                                        | Dieter Falk                               | Pila Music                    |                                                         |
| 1987 | „Und der Himmel begann zu singen“                                               | Jan Vering                                         | Johannes Nitsch & Hans-Werner Scharnowski | Hänssler Verlag               |                                                         |
| 1988 | „Josef – Eine Traumkarriere“                                                    | Johannes Nitsch                                    | Johannes Nitsch                           | Hänssler Verlag               |                                                         |
| 1988 | „Galatia – Ein Musical“                                                         | Paul Hofrichter                                    | Paul Hofrichter                           | Janz Team Music               |                                                         |
| 1988 | „Love In My Heart“                                                              | One Accord                                         | Danny Plett & Del Huff                    | Janz Team Music               |                                                         |
| 1988 | „Wie Gott mir, so ich dir“                                                      | Jan Vering                                         | Dieter Falk                               | Pila Music                    |                                                         |
| 1988 | „Mensch sing mit!“                                                              | Clemens Bittlinger                                 | David Plüss                               | Pila Music                    |                                                         |
| 1989 | „Vogelperspektive“                                                              | Nicole Vogel                                       | Helmut Jost                               | Gerth Medien                  |                                                         |
| 1989 | „Johannes Nitsch“                                                               | Johannes Nitsch                                    | Ottar Nesje                               | Hänssler Verlag               |                                                         |
| 1991 | „Romantic Rock Volume 2“                                                        |                                                    | Dieter Falk                               | Pila Music                    | Remix in Ersterscheinung auf Kompilation                |
| 1992 | „Colours“                                                                       | Dieter Falk                                        | Dieter Falk                               | Pila Music                    | zusätzliche Mitwirkung als Texterin                     |
| 1992 | „Wenn wir Gott in der Höhe ehren“                                               | Johannes Nitsch                                    | Johannes Nitsch                           | Hänssler Verlag               |                                                         |
| 1993 | „Selten“                                                                        | Clemens Bittlinger                                 | David Plüss                               | Pila Music                    |                                                         |
| 1993 | „Los!“                                                                          | Pe Werner                                          | Dieter Falk                               | Intercord                     |                                                         |
| 1994 | „Drei Tage“                                                                     | Johannes Nitsch                                    | Johannes Nitsch                           | Hänssler Verlag               |                                                         |
| 1994 | „Mensch sing mit! 2“                                                            | Clemens Bittlinger                                 | Dieter Falk & David Plüss                 | Pila Music                    |                                                         |
| 1995 | „Der Messias – Händel Meets Pop“                                                | Florian Sitzmann & Helmut Jost                     | Florian Sitzmann & Helmut Jost            | Pila Music                    |                                                         |
| 1996 | „Auf Gottes Spuren“                                                             | Ninive                                             | Florian Sitzmann                          | RM Musik                      | ausschließliche Mitwirkung als Komponistin              |
| 1998 | „Aus heiterem Himmel“                                                           | Clemens Bittlinger                                 | David Plüss                               | Pila Music                    |                                                         |
| 1998 | „Festival der Weihnachtslieder“                                                 | Gerhard Schnitter                                  | Gerhard Schnitter                         | Hänssler Verlag               |                                                         |
| 1999 | „Carpe Diem“                                                                    | Galileo                                            | Edo Zanki & Florian Sitzmann              | Inhouse                       | zusätzliche Mitwirkung als Texterin                     |
| 1999 | „Da berühren sich Himmel und Erde“                                              | Ninive                                             | Arnd Schuler                              | Anker Musik                   | ausschließliche Mitwirkung als Texterin                 |
| 1999 | „Eine Handbreit neben mir“                                                      | ERF Studiochor                                     | Johannes Nitsch                           | ERF-Verlag                    |                                                         |
| 1999 | „Ewigkeit fällt in die Zeit“                                                    | Helmut Jost & Florian Sitzmann                     | Helmut Jost & Florian Sitzmann            | Felsenfest                    |                                                         |
| 1999 | „Top Hits 2000“                                                                 |                                                    | Volker Hinkel                             | Pila Music                    | Remix in Ersterscheinung auf Kompilation                |
| 2000 | „This Love Is A Child“                                                          | Cae & Eddie Gauntt                                 | Florian Sitzmann                          | Hänssler Verlag               | zusätzliche Mitwirkung als Texterin                     |
| 2001 | „Die ganze Zeit“                                                                | Edo Zanki                                          | Edo Zanki                                 | Warner Music                  |                                                         |
| 2001 | „Chokmah“                                                                       | Nena                                               | Florian Sitzmann                          | Eastwest                      | zusätzliche Mitwirkung als Chordirektorin               |
| 2001 | „4 Your Soul“                                                                   | 4 Your Soul                                        | Edo Zanki                                 | EMI Electrola                 | zusätzliche Mitwirkung als Texterin                     |
| 2001 | „Nacht-Wandler“                                                                 | Ensemble Entzücklika                               | Michael Schütz                            | Schwabenverlag                |                                                         |
| 2002 | „Erweitere meine Grenzen“                                                       | Martin Pepper                                      | Matthias Heimlicher                       | Gerth Medien                  |                                                         |
| 2002 | „Still Believe In You“                                                          | Anja Lehmann                                       | Matthias Heimlicher                       | Gerth Medien                  |                                                         |
| 2002 | „Unglaublich – Die ProChrist-CD“                                                | Egil Fossum                                        | Egil Fossum & Christian Schnarr           | Hänssler Verlag               |                                                         |
| 2002 | „Hommage an Reinhard Mey“                                                       |                                                    | Edo Zanki                                 | EMI                           | Lied in Ersterscheinung auf Kompilation                 |
| 2003 | „Andreas Malessa gesungen von…“                                                 | Hans-Werner Scharnowski                            | Hans-Werner Scharnowski                   | Felsenfest                    | ausschließliche Mitwirkung als Texterin                 |
| 2003 | „A Tribute to Manfred Siebald“                                                  | Arne Kopfermann                                    | Florian Sitzmann                          | Gerth Medien                  |                                                         |
| 2003 | „Found The Sun“                                                                 | Judy Bailey                                        | Florian Sitzmann                          | BMG Music Publishing          |                                                         |
| 2003 | „Ruf und Echo“                                                                  | André Heller                                       | Florian Sitzmann                          | Polydor                       |                                                         |
| 2004 | „From The Beginning“                                                            | Nu Company                                         | Nu Company                                | Gerth Medien                  | ausschließliche Mitwirkung als Texterin und Komponistin |
| 2004 | „Leben mit Vision“                                                              | Hans-Werner Scharnowski                            | Florian Sitzmann                          | Gerth Medien                  |                                                         |
| 2005 | „Live At Billy Blues“                                                           | 4 Your Soul                                        | Edo Zanki & Thomas Mark                   | 4 Your Soul                   | zusätzliche Mitwirkung als Texterin                     |
| 2005 | „Christmas“                                                                     | Cae & Eddie Gauntt                                 | Florian Sitzmann                          | Gerth Medien                  | zusätzliche Mitwirkung als Texterin und Arrangeurin     |
| 2005 | „Schatzsucher“                                                                  | Wolfgang Abendschön & Akzente                      | Thomas Mark                               | Burger                        |                                                         |
| 2007 | „Glückspilz“                                                                    | Wolfgang Abendschön & Akzente                      | Thomas Mark                               | Burger                        |                                                         |
| 2007 | „AD07“                                                                          | Andru Donalds                                      | AD07                                      | AD07                          | ausschließliche Mitwirkung als Texterin                 |
| 2008 | „Jerusalem – Geliebte Stadt“                                                    | Jochen Rieger                                      | Jochen Rieger                             | Gerth Medien                  |                                                         |
| 2008 | „Lichterglanz“                                                                  | Jochen Rieger                                      | Jochen Rieger                             | Gerth Medien                  |                                                         |
| 2008 | „A Winter Symphony“                                                             | Sarah Brightman                                    | Frank Peterson                            | Manhattan Records             | ausschließliche Mitwirkung als Texterin                 |
| 2008 | „Dem Leben auf der Spur“                                                        | Wolfgang Abendschön & Akzente                      | Thomas Mark                               | Burger                        |                                                         |
| 2009 | „Ich bin dir nah“                                                               | Melanie & Viola für Hella Heizmann                 | Hans-Werner Scharnowski                   | SCM-Verlag                    |                                                         |
| 2009 | „Inner Sanctum“                                                                 | Cae & Eddie Gauntt                                 | Florian Sitzmann                          | Gerth Medien                  | zusätzliche Mitwirkung als Texterin                     |
| 2010 | „Zwischenspiele für die Seele“                                                  | Wolfgang Abendschön & Akzente                      | Thomas Mark                               | Burger                        |                                                         |
| 2011 | „Trouble In Paradise“                                                           | Andru Donalds                                      | Markus Born                               | Sony Music                    | ausschließliche Mitwirkung als Texterin                 |
| 2011 | „Grenzenlos“                                                                    | Hartmut Nitsch                                     | Hartmut Nitsch                            | Asaph Musik                   |                                                         |
| 2012 | „Reisende ohne Gepäck“                                                          | Wolfgang Abendschön & Akzente                      | Thomas Mark                               | Burger                        |                                                         |
| 2013 | „Gott hat uns nicht vergessen“                                                  | Hans-Werner Scharnowski                            | Hans-Werner Scharnowski                   | Gerth Medien                  |                                                         |
| 2013 | „Hautnah“                                                                       | Edo Zanki                                          | Edo Zanki                                 | Edel Music                    | zusätzliche Mitwirkung als Texterin                     |
| 2014 | „You Love Me“                                                                   | Cae & Eddie Gauntt                                 | Florian Sitzmann                          | Gerth Medien                  | zusätzliche Mitwirkung als Texterin                     |
| 2014 | „Ich steh an deiner Krippen hier“                                               | Pamela Natterer                                    | Samuel Jersak                             | SCM-Verlag                    |                                                         |
| 2015 | „Warum mein Herz so an dir hängt“                                               | Arne Kopfermann                                    | Arne Kopfermann                           | Gerth Medien                  | ausschließliche Mitwirkung als Texterin                 |
| 2015 | „Eddie Gauntt“                                                                  | Eddie Gauntt                                       | Florian Sitzmann                          | Gerth Medien                  | zusätzliche Mitwirkung als Texterin                     |
| 2015 | „Liebe ohne Ende“                                                               | Arne Kopfermann                                    | Arne Kopfermann                           | Gerth Medien                  | ausschließliche Mitwirkung als Texterin                 |
| 2015 | „Tales of Christmas“                                                            | Mario Frangoulis                                   | Frank Peterson                            | Red                           | ausschließliche Mitwirkung als Texterin                 |
| 2016 | „For You“                                                                       | Freddy Sahin-Scholl                                | Frank Steiner                             | Sony Music                    | ausschließliche Mitwirkung als Texterin                 |
| 2019 | „Hymn: In Concert“                                                              | Sarah Brightman                                    | Frank Peterson                            | Universal Music               | ausschließliche Mitwirkung als Texterin                 |

## Videos
- Live (1990, Pila Music)
- Wir fallen hin (2000, ERF)

## Auszeichnungen
- 1995: Pila Music Magazin: Sängerin des Jahres
- 1996: Pila Music Magazin: Sängerin des Jahres
- 1997: Nominierung für den International GMA Dove Award
- 2004: Special Music Award: Music Video – für Kurzfilm St. Ninian’s Cave (World Media Festival, Hamburg)
- 2004: Intermedia Globe Gold: Music Video – für Kurzfilm St. Ninian’s Cave (World Media Festival, Hamburg)
- 2004: Silver Screen: Music Video – für Kurzfilm St. Ninian’s Cave (U.S. International Film Festival, Los Angeles)
- 2004:  Screen: Short Films – für Kurzfilm St. Ninian’s Cave (U.S. International Film Festival, Los Angeles)